# Энтеншенке
Энтеншенке или Ка́ча-Ко́рчма (нем. Entenschenke; в.-луж.  Kača Korčma) — деревня в Верхней Лужице, Германия. Входит в состав коммуны Кёнигсварта района Баутцен в земле Саксония. Подчиняется административному округу Дрезден.

## География
Находится в южной части района Лужицких озёр на территории биосферного заповедника «Пустоши и озёра Верхней Лужицы» северо-западнее от административного центра коммуны Кёнигсварта.
Между Энтеншенке и Коммерау находятся пять крупных естественных пруда под собственными наименованиями: Намезны-Гат, Казымер, Гросер-Гриштайх и Гриштайх (находятся с правой стороны дороги, если ехать на север от деревни), Вульки-Белач и двенадцать других более мелких пруда (находятся с левой стороны дороги, если ехать на север от деревни). Через деревню проходит автомобильная дорога К 7284 и железнодорожная линия Баутцен — Хойерсверда.
Соседние населённые пункты: на севере — деревня Коморов, на юго-востоке — административный центр коммуны Кёнигсварта, на юге — деревня Нижа-Вес и на северо-западе — деревня Трупин.

## История
Деревня была основана между 1768 и 1788 годами около старой корчмы, находившейся на дороге.
До 1957 года входила в коммуну Коммерау. С 1957 года входит в современную коммуну Кёнигсварта.
В настоящее время деревня входит в состав культурно-территориальной автономии «Лужицкая поселенческая область», на территории которой действуют законодательные акты земель Саксонии и Бранденбурга, содействующие сохранению лужицких языков и культуры лужичан.
Официальным языком в населённом пункте, помимо немецкого, является также верхнелужицкий язык.